# Albizia
Genre
Synonymes
- Albizzia (misspelling)[2]
- Arthrosprion Hassk.[2]
- Parasamanea Kosterm.[2]
- Parenterolobium Kosterm.[2]
- Serialbizzia Kosterm.[2]

Albizia est un genre de plantes à fleurs de la famille des Fabaceae. Il compte environ 150 espèces de petits arbres et arbustes tropicaux ou subtropicaux à croissance rapide.
Il appartient à la famille des Mimosaceae selon classification classique, ou à celle des Fabaceae, sous-famille des Mimosoideae selon la classification phylogénétique. Le genre, souvent orthographié à tort « Albizzia », doit pourtant son nom à Filippo degli Albizzi, un italien qui l'introduisit en Europe au milieu du XVIIIe siècle.
Les espèces de ce genre sont courantes dans les régions tropicales d'Asie, d'Afrique, de Madagascar, d'Amérique centrale et du sud et en Australie. Ces arbres, de 6 à 12 m de haut et de 5 à 8 m de large, meurent en général assez jeunes. Avec leur port ample à la ramure bien étalée, ils ressemblent aux flamboyants, autres espèces des pays tropicaux.
L'arbre est aussi nommée arbre de Constantinople ou arbre de soie en raison de ses fleurs en plumeau.[réf. nécessaire]

## Description
Les feuilles, finement découpées, sont composés de petites folioles qui se replient sur elles-mêmes lorsque la plante manque de lumière. 
Les fleurs, petites et en pompon, exhibent des étamines souvent spectaculaires et plus long que les pétales. Certaines espèces sont considérées comme envahissantes.

## Culture
En zone tempérée, les variétés « Cyrano » et « Roxane » sont les plus résistantes au gel, jusqu'à −10 °C, à condition de leur offrir un endroit bien ensoleillé et abrité des vents froids. 
L'albizia apprécie les terres plutôt pauvres et sableuses, et accepte le calcaire et la présence de sel dans les sols, ce qui est intéressant en bord de mer.
Durant les premières années, il est conseillé de rabattre les tiges de l'année à 5 ou 6 yeux afin de favoriser le développement d'une belle ramure et de stimuler la floraison.

## Utilisation
Les Albizia servent de nourriture aux larves de certains papillons du genre Endoclita incluant Endoclita damor, Endoclita malabaricus et Endoclita sericeus.
Une espèce, l'arbre de soie, Albizia julibrissin, s'étend assez largement au nord dans les régions tempérées. C'est de loin l'espèce la plus rustique du genre (jusqu'à −30 °C si l'été est assez chaud pour faire pousser l'arbre). En Amérique du Nord, où on le cultive beaucoup comme arbre d'ornement, on le confond souvent avec les espèces de Mimosa. Dans de nombreux états américains, Albizia julibrissin s'est très bien acclimaté et est désormais considéré comme une espèce invasive.

### Espèces déplacées vers d'autres genres
- Pour Albizia moluccana Mig., voir Falcataria moluccana  (Miq.) Barneby & J.W.Grimes. Cette espèce est souvent plantée en arbre d'ombrage dans les plantations de théiers.

## Ennemis
Un psylle (le Psylle de l'Albizia : Acizzia jamatonica), insecte ravageur originaire d'Asie, mesurant 2 mm de long, envahit les feuilles, les fleurs et les gousses, se nourrissant de la sève. Il excrète un liquide qui goutte, rendant collants les fleurs et le sol sous l'arbre et favorisant un champignon noir, la fumagine, à l'aspect de suie.

## Synonyme
- Albizzia Benth.
- Arthrosamanea Britton & Rose
- Besenna A.Rich.
- Parasamanea Kosterm.
- Parenterolobium Kosterm.
- Pseudalbizzia Britton & Rose
- Sassa Bruce ex J.F.Gmel.
- Serialbizzia Kosterm.

## Liste d'espèces

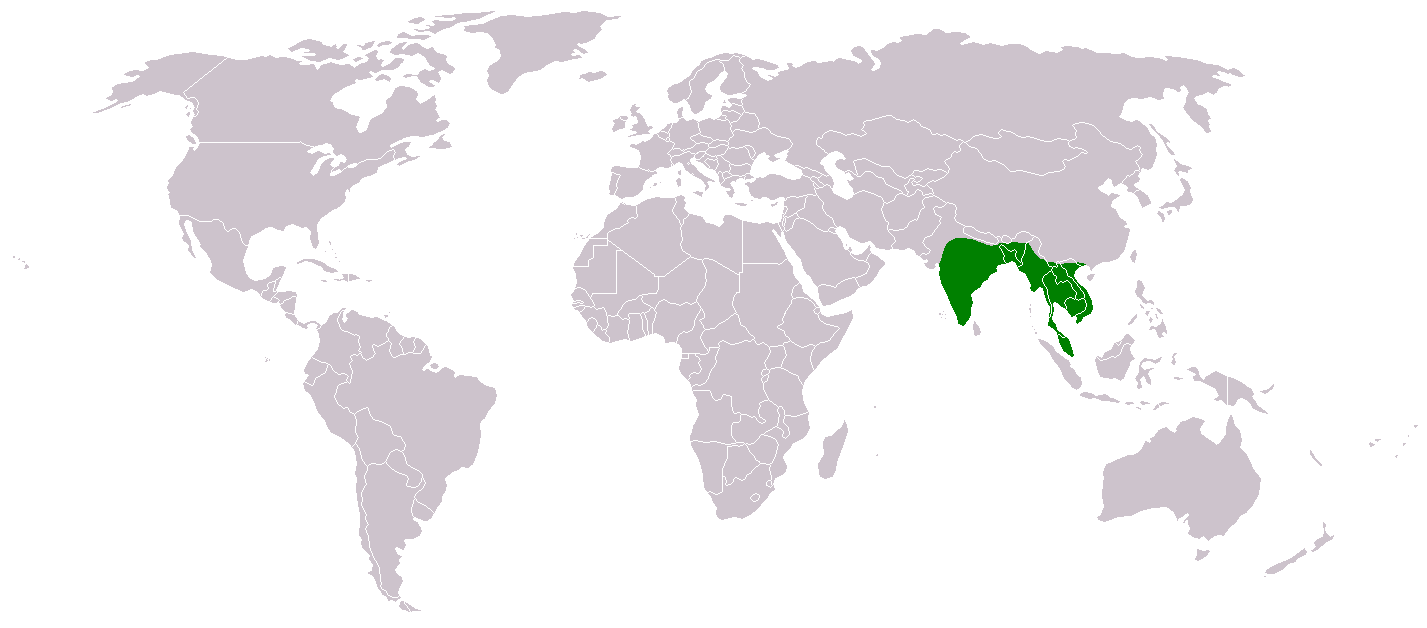
Albizia lebbeck, répartition géographique.

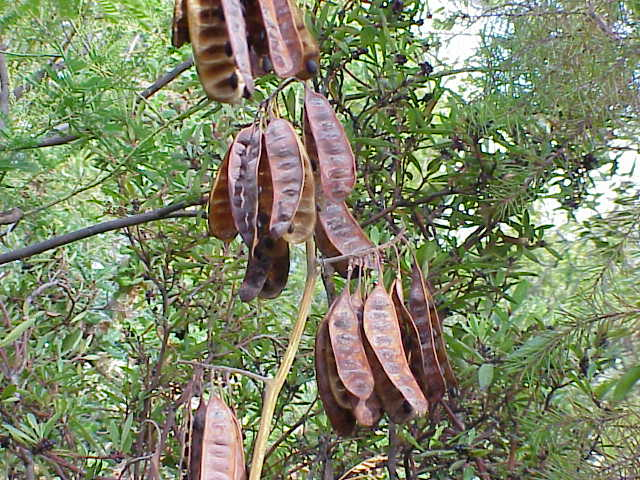
Albizia lophanta.

- Albizia acle (syn. Mimosa acle) - Acle, Akle
- Albizia acrodena
- Albizia adianthifolia (Schumach.) W.Wight (syn. Albizia fastigiata  (E.Mey.) Oliv.)
- Albizia adinocephala (syn. Pithecellobium adinocephalum)
- Albizia amaniensis
- Albizia amara
- Albizia amoenissima
- Albizia androyensis
- Albizia angolensis
- Albizia angulata
- Albizia anthelmintica
- Albizia antunesiana
- Albizia arenicola
- Albizia arunachalensis
- Albizia atakataka
- Albizia austrobrasilica
- Albizia aylmeri
- Albizia balabaka
- Albizia barinensis
- Albizia basaltica
- Albizia bequaerti
- Albizia bernieri
- Albizia berteriana (syn. Acacia berteriana )
- Albizia boinensis
- Albizia boivini
- Albizia boromoensis
- Albizia brachycalyx
- Albizia bracteata
- Albizia brevifolia
- Albizia brownii
- Albizia bubalina
- Albizia buntingii
- Albizia burkartiana
- Albizia burmanica
- Albizia calcarea
- Albizia callistemon
- Albizia cambodiana
- Albizia canescens
- Albizia carbonaria - Albizia nu
- Albizia carrii
- Albizia charpentieri
- Albizia chevalieri
- Albizia chinensis -  Albizia chinois (syn. Mimosa chinensis )
- Albizia clypearia
- Albizia commiphoroides
- Albizia comptonii
- Albizia conjugato-pinnata
- Albizia corbisieri
- Albizia coreana
- Albizia coriaria
- Albizia crassiramea
- Albizia croizatiana
- Albizia deplanchei
- Albizia divaricata
- Albizia dubia
- Albizia duclouxii
- Albizia ealaensis
- Albizia eggelingii
- Albizia elegans
- Albizia elliptica
- Albizia eriorhachys
- Albizia esquirolii
- Albizia euryphylla
- Albizia evansii
- Albizia eymae
- Albizia fasciculata
- Albizia ferruginea: Albizia, musase
- Albizia flamignii
- Albizia flavovirens
- Albizia forbesii
- Albizia fournieri
- Albizia fulgens
- Albizia fulva
- Albizia gamblei
- Albizia garrettii
- Albizia gigantea
- Albizia gillardinii
- Albizia glaberrima
- Albizia glabrescens
- Albizia glomeriflora
- Albizia gracilifolia
- Albizia grandibracteata
- Albizia granulosa
- Albizia guillainii
- Albizia gummifera
- Albizia harveyi
- Albizia hasslerii
- Albizia henryi
- Albizia heterophylla
- Albizia hummeliana
- Albizia inundata ou Cathormion polyanthum
- Albizia jaubertiana
- Albizia jiringa
- Albizia julibrissin ou  Arbre de soie ou Acacia de Constantinople
- Albizia kalkora (syn. Mimosa kalkora )
- Albizia katangensis
- Albizia kostermansii
- Albizia lancangensis
- Albizia lankaensis
- Albizia laotica
- Albizia latbamii
- Albizia laui
- Albizia laurentii
- Albizia lebbeck
- Albizia lebbekoides
- Albizia leonardii
- Albizia le-testui
- Albizia leptophylla
- Albizia littoralis
- Albizia longepedunculata
- Albizia longipes
- Albizia lophantha
- Albizia lucida
- Albizia lucyi
- Albizia lugardi
- Albizia macrophylla
- Albizia macrothyrsa
- Albizia magallanensis
- Albizia mahalao
- Albizia mainaea
- Albizia malacocarpa
- Albizia maranguensis
- Albizia marthae
- Albizia masikororum
- Albizia mearnsi
- Albizia megaladenia
- Albizia melanesica
- Albizia milleti
- Albizia minahassae
- Albizia minyi
- Albizia monilifera
- Albizia montana
- Albizia morombensis
- Albizia mossambicensis
- Albizia mossamedensis
- Albizia multiflora
- Albizia myriantha
- Albizia myriophylla
- Albizia nayaritensis
- Albizia neumanniana
- Albizia nicoyana
- Albizia niopoides (syn. Pithecellobium niopoides )
- Albizia numidarum
- Albizia nyasica
- Albizia obliqua
- Albizia obliquifoliata
- Albizia obovata
- Albizia occidentalis
- Albizia odorata
- Albizia odoratissima (syn. Mimosa odoratissima )
- Albizia oliveri
- Albizia orissensis
- Albizia ortegae
- Albizia pallida
- Albizia papuana
- Albizia parvifolia
- Albizia passargei
- Albizia pedicellata
- Albizia pentzkeana
- Albizia perrieri
- Albizia petersiana
- Albizia philippinensis
- Albizia plurijuga
- Albizia poilanei
- Albizia poissoni
- Albizia polycephala
- Albizia polyphylla
- Albizia pospischilii
- Albizia procera (Roxb.) Benth.
- Albizia purpurea
- Albizia purpusii
- Albizia quartiniana
- Albizia ramiflora
- Albizia retusa
- Albizia rhodesica
- Albizia richardiana
- Albizia rogersii
- Albizia rosea
- Albizia rubiginosa
- Albizia rufa
- Albizia sahafariensis
- Albizia salajeriana
- Albizia salomonensis
- Albizia saman (syn. Pithecellobium saman )
- Albizia saponaria
- Albizia sassa
- Albizia scandens
- Albizia schimperiana
- Albizia schlechteri
- Albizia sherriffii
- Albizia sikharamensis
- Albizia simeonis
- Albizia sinaloensis
- Albizia splendens
- Albizia stipulata
- Albizia struthiophylla
- Albizia subfalcata
- Albizia suluensis
- Albizia sumatrana
- Albizia sutherlandi
- Albizia tanganyicensis
  - Albizia tanganyicensis subsp. adamsoniorum
- Albizia tengerensis
- Albizia teysmanni
- Albizia thorelii
- Albizia thozetiana
- Albizia tomentella
  - Albizia tomentella var. rotundata
  - Albizia tomentella var. sumbawaensis
- Albizia tomentosa (syn. Pithecellobium tomentosum )
- Albizia trichopetala
- Albizia tulearensis
- Albizia turgida
- Albizia umbalusiana
- Albizia vaughanii
- Albizia vernayana
- Albizia verrucosa
- Albizia versicolor
- Albizia vialeana
- Albizia viridis
- Albizia warneckei
- Albizia welwitschii
- Albizia welwitschioides
- Albizia westerhuisii
- Albizia yunnanensis
- Albizia zimmermannii

Selon The Plant List (22 avril 2019) :
- Albizia acle (Blanco) Merr.
- Albizia adianthifolia (Schum.) W.Wight
- Albizia adinocephala (Donn.Sm.) Record
- Albizia altissima Hook.f.
- Albizia amara (Roxb.) B.Boivin
- Albizia androyensis Capuron
- Albizia angolensis Welw.
- Albizia anthelmintica Brongn.
- Albizia antunesiana Harms
- Albizia arenicola R.Vig.
- Albizia arunachalensis K.C.Sahni & H.B.Naithani
- Albizia atakataka Capuron
- Albizia attopeuensis (Pierre) I.C.Nielsen
- Albizia aurisparsa (Drake) R.Vig.
- Albizia aylmeri Hutch.
- Albizia balabaka Capuron
- Albizia barinensis Cardenas
- Albizia bernieri Villiers
- Albizia berteriana (DC.) Fawc. & Rendle
- Albizia berteroana (Balb. ex DC.) M. Gómez
- Albizia boinensis R.Vig.
- Albizia boivinii E.Fourn.
- Albizia bracteata Dunn
- Albizia brevifolia Schinz
- Albizia brownei (Walp.) Oliv.
- Albizia buntingii Barneby & J.W.Grimes
- Albizia burkartiana Barneby & J.W.Grimes
- Albizia burmanica I.C.Nielsen
- Albizia calcarea Y.H.Huang
- Albizia canescens Benth.
- Albizia carbonaria Britton
- Albizia carrii Kanis
- Albizia chevalieri Harms
- Albizia chinensis (Osbeck) Merr.
- Albizia commiphoroides Capuron
- Albizia comorensis E.Fourn.
- Albizia coriaria Oliv.
- Albizia coripatensis (Rusby) Schery
- Albizia corniculata (Lour.) Druce
- Albizia crassiramea Lace
- Albizia cubana Britton & P. Wilson in Britton & Rose
- Albizia decandra (Ducke) Barneby & J.W. Grimes
- Albizia divaricata Capuron
- Albizia dolichadena (Kosterm.) I.C.Nielsen
- Albizia dubia Britton & Killip
- Albizia duckeana L. Rico
- Albizia duclouxii Gagnep.
- Albizia edwallii (Hoehne) Barneby & J.W.Grimes
- Albizia elegans Kurz
- Albizia eriorhachis Harms
- Albizia euryphylla Harms
- Albizia ferruginea (Guill. & Perr.) Benth.
- Albizia forbesii Benth.
- Albizia garrettii I.C.Nielsen
- Albizia gillardinii G.C.C.Gilbert & Boutique
- Albizia glaberrima (Schum. & Thonn.) Benth.
- Albizia glabrior (Koidz.) Ohwi
- Albizia glabripetala (H.S.Irwin) G.P.Lewis & P.E.Owe
- Albizia grandibracteata Taub.
- Albizia greveana (Baill.) R.Baron
- Albizia guachapele (Kunth) Dugand
- Albizia gummifera (J.F.Gmel.) C.A.Sm.
- Albizia harveyi E.Fourn.
- Albizia inundata (Mart.) Barneby & J.W.Grimes
- Albizia isenbergiana (A.Rich.) E.Fourn.
- Albizia jaubertiana E.Fourn.
- Albizia julibrissin Durazz.
- Albizia kalkora (Roxb.) Prain
- Albizia kostermansii I.C.Nielsen
- Albizia lankaensis Kosterm.
- Albizia lathamii Hole
- Albizia laurentii De Wild.
- Albizia lebbeck (L.) Benth.
- Albizia lebbekoides (DC.) Benth.
- Albizia leonardii Barneby & J.W.Grimes
- Albizia letestui Pellegr.
- Albizia lucidior (Steud.) I.C.Nielsen
- Albizia mahalao Capuron
- Albizia mainaea Villiers
- Albizia malacophylla (A.Rich.) Walp.
- Albizia masikororum R.Vig.
- Albizia morombensis Capuron
- Albizia mossamedensis Torre
- Albizia multiflora (Kunth) Barneby & J.W.Grimes
- Albizia myriophylla Benth.
- Albizia nayaritensis Britton & Rose
- Albizia niopoides (Benth.) Burkart
- Albizia numidarum Capuron
- Albizia obbiadensis (Chiov.) Brenan
- Albizia obliquifoliolata De Wild.
- Albizia odorata R.Vig.
- Albizia odoratissima (L.f.) Benth.
- Albizia oliveri Pellegr.
- Albizia orissensis K.C.Sahni & Bennet
- Albizia ortegae Britton & Rose
- Albizia papuensis Verdc.
- Albizia pedicellaris (Dc.) L.Rico
- Albizia pedicellata Benth.
- Albizia perrieri (Drake) R.Vig.
- Albizia petersiana (Bolle) Oliv.
- Albizia philippinensis I.C.Nielsen
- Albizia pistaciifolia (Willd.) Barneby & J.W.Grimes
- Albizia poilanei I.C.Nielsen
- Albizia polycephala (Benth.) Killip
- Albizia polyphylla E.Fourn.
- Albizia procera (Roxb.) Benth.
- Albizia retusa Benth.
- Albizia rhombifolia Benth.
- Albizia richardiana (Voigt) King & Prain
- Albizia rosulata (Kosterm.) I.C.Nielsen
- Albizia rufa Benth.
- Albizia sahafariensis Capuron
- Albizia saman (Jacq.) Merr.
- Albizia saponaria (Lour.) Miq.
- Albizia schimperiana Oliv.
- Albizia sherriffii Baker f.
- Albizia simeonis Harms
- Albizia sinaloensis Britton & Rose
- Albizia splendens Miq.
- Albizia subdimidiata (Splitg.) Barneby & J.W.Grimes
- Albizia suluensis Gerstner
- Albizia tanganyicensis Baker f.
- Albizia tenuiflora (Benth.) F. Muell.
- Albizia thompsonii Brandis
- Albizia tomentella Miq.
- Albizia tomentosa (Micheli) Standl.
- Albizia tulearensis R.Vig.
- Albizia vaughanii Brenan
- Albizia verrucosa Capuron
- Albizia versicolor Oliv.
- Albizia vialeana Pierre
- Albizia viridis E.Fourn.
- Albizia welwitschii Oliv.
- Albizia westerhuisii I.C.Nielsen
- Albizia xerophytica J. Linares
- Albizia zimmermannii Harms
- Albizia zygia (DC.) J.F.Macbr.

Selon Tropicos (22 avril 2019) (Attention liste brute contenant possiblement des synonymes) :
- Albizia acle (Blanco) Merr.
- Albizia acrodena Miq.
- Albizia adianthifolia (Schumach.) W. Wight
- Albizia adinocephala (Donn. Sm.) Britton & Rose ex Record
- Albizia affinis E. Fourn.
- Albizia alternifoliolata (T.L. Wu) Y.H. Huang
- Albizia altissima Hook. f.
- Albizia amaniensis Baker f.
- Albizia amara (Roxb.) Boivin
- Albizia amoenissima F. Muell.
- Albizia androyensis Capuron
- Albizia angolensis Welw. ex Oliv.
- Albizia angulata Kurz,
- Albizia anthelmintica Brongn.
- Albizia antunesiana Harms
- Albizia arenicola R. Vig.
- Albizia arunachalensis K.C. Sahni & H.B. Naithani
- Albizia atakataka Capuron
- Albizia attopeuense I.C. Nielsen
- Albizia attopeuensis (Pierre) I.C. Nielsen
- Albizia auriculata E. Fourn.
- Albizia aurisparsa (Drake) R. Vig.
- Albizia austrobrasilica Burkart
- Albizia aylmeri Hutch. ex Brown & Massey
- Albizia balabaka Capuron
- Albizia balansae (Oliv.) Y.H. Huang
- Albizia barinensis L. Cárdenas
- Albizia basaltica (F. Muell.) Benth.
- Albizia benthamiana Blume ex Miq.
- Albizia bequaerti De Wild.
- Albizia bequaertii De Wild.
- Albizia bernieri E. Fourn. ex Villiers
- Albizia berteroana (Balb. ex DC.) Fawc. & Rendle
- Albizia bigemina F. Muell.
- Albizia blanchetii (Benth.) G.P. Lewis
- Albizia boinensis R. Vig.
- Albizia boivinii E. Fourn.
- Albizia boromoensis Aubrév. & Pellegr.
- Albizia brachycalyx Oliv.
- Albizia bracteata Dunn
- Albizia brevifolia Schinz
- Albizia brevipes (K. Schum.) F. Muell.
- Albizia brownei (Walp.) Oliv.
- Albizia brownii Walp.
- Albizia bubalina Kurz
- Albizia buntingii Barneby & J.W. Grimes
- Albizia burkartiana Barneby & J.W. Grimes
- Albizia burmanica I.C. Nielsen
- Albizia calcarea Y.H. Huang
- Albizia callistemon (Montrouz.) Guillaumin & Beauvis.
- Albizia cambodiana Pierre
- Albizia canescens Benth.
- Albizia carbonaria Britton
- Albizia caribaea (Urb.) Britton & Rose
- Albizia carrii Kanis
- Albizia cauliflora F. Muell.
- Albizia championi Benth.
- Albizia charpentieri E. Fourn.
- Albizia chevalieri Harms
- Albizia chinensis (Osbeck) Merr.
- Albizia chirindensis Swynnerton
- Albizia clypearia Kurs
- Albizia colombiana Britton
- Albizia commiphoroides Capuron
- Albizia comptonii Baker f.
- Albizia concinna
- Albizia conjugato-pinnata Vatke
- Albizia corbisieri De Wild.
- Albizia cordifolia (T.L. Wu) Y.H. Huang
- Albizia coreana Nakai
- Albizia coriacea F. Muell.
- Albizia coriaria Welw. ex Oliv.
- Albizia coripatensis (Rusby) Schery
- Albizia corizatiana Metec.
- Albizia corniculata (Lour.) Druce
- Albizia corymbosa (Rich.) G.P. Lewis & P.E. Owen
- Albizia crassiramea Lace
- Albizia croizatiana F.P. Metcalf
- Albizia cubana Britton & P. Wilson
- Albizia cyclosperma Benth.
- Albizia dalatensis (Kosterm.) Y.H. Huang
- Albizia decandra (Ducke) Barneby & J.W. Grimes
- Albizia deplanchei Fournier ex Guillaumin
- Albizia dinklagei (Harms) Harms
- Albizia divaricata Capuron
- Albizia dolichadena I.C. Nielsen
- Albizia dubia Britton & Killip
- Albizia duckeana L. Rico
- Albizia duclouxii Gagnep.
- Albizia dulcis F. Muell.
- Albizia ealaensis De Wild.
- Albizia eberhardtii (I.C. Nielsen) Y.H. Huang
- Albizia edwallii (Hoehne) Barneby & J.W. Grimes
- Albizia eggelingii Baker f.
- Albizia eirorhachis Harms
- Albizia elata Benth.
- Albizia elegans Kurz
- Albizia elliptica E. Fourn.
- Albizia eriorhachis Harms
- Albizia esquirolii H. Lév.
- Albizia euryphylla Harms
- Albizia evansii Burtt Davy
- Albizia eymae Fosberg
- Albizia falcata (L.) Backer ex Merr.
- Albizia falcataria (L.) Fosberg
- Albizia fasciculata Kurz
- Albizia fastigiata (E. Mey.) Oliv.
- Albizia ferruginea (Guill. & Perr.) Benth.
- Albizia flamignii De Wild.
- Albizia flavovirens Hoyle
- Albizia floribunda Fenzl
- Albizia forbesii Benth.
- Albizia fournieri Vieill.
- Albizia fulgens (Labill.) Benth.
- Albizia fulva C.T. White & Francis
- Albizia gamblei Prain
- Albizia garrettii I.C. Nielsen
- Albizia gigantea A. Chev.
- Albizia gillardinii G.C.C. Gilbert & Boutique
- Albizia glaberrima (Schumach. & Thonn.) Benth.
- Albizia glabrescens Oliv.
- Albizia glabrior (Koidz.) Ohwi
- Albizia glabripetala (H.S. Irwin) G.P. Lewis & P.E. Owen
- Albizia glandulosa Guillaumin
- Albizia glomeriflora Kurz
- Albizia gracilifolia Harms
- Albizia grandibracteata Taub.
- Albizia grandibracteata taub. × gummifera (j.f. gmel.) c.a. sm.
- Albizia grandiflora (Benth.) F. Muell.
- Albizia granulosa Benth.
- Albizia greveana (Baill.) R. Baron
- Albizia guacamayo (Britton & Killip) L. Cárdenas
- Albizia guachapele (Kunth) Dugand
- Albizia guillainii Guillaumin
- Albizia gummifera (J.F. Gmel.) C.A. Sm.
- Albizia hansemannii F. Muell.
- Albizia harveyi E. Fourn.
- Albizia hassleri (Chodat) Burkart
- Albizia hausemannii F. Muell.
- Albizia hendersonia F. Muell.
- Albizia henryi Ricker
- Albizia heterophylla Kurz
- Albizia hummeliana Britton & Rose
- Albizia hypoleuca Oliv.
- Albizia idiopoda (S.F. Blake) Britton & Rose
- Albizia inopinata (Harms) G.P. Lewis
- Albizia intermedia De Wild. & T. Durand
- Albizia inundata (Mart.) Barneby & J.W. Grimes
- Albizia isenbergiana (A. Rich.) E. Fourn.
- Albizia jaubertiana E. Fourn.
- Albizia jiringa Kurz
- Albizia julibrissin Durazz.
- Albizia junghuhniana (Benth.) F. Muell.
- Albizia kalkora (Roxb.) Prain
- Albizia katangensis De Wild.
- Albizia kostermansii I.C. Nielsen
- Albizia laevicorticata Zimm.
- Albizia lancangensis Y.Y. Qian
- Albizia lankaensis Kosterm.
- Albizia laotica Gagnep.
- Albizia lathamii Hole
- Albizia latifolia B. Boivin
- Albizia latisiliqua F. Muell.
- Albizia lauii Merr.
- Albizia laurentii De Wild.
- Albizia le-testui Pellegr.
- Albizia lebbeck (L.) Benth.
- Albizia lebbekoides (DC.) Benth.
- Albizia lentiscifolia Benth.
- Albizia leonardii Britton & Rose ex Barneby & J.W. Grimes
- Albizia leptophylla Harms
- Albizia letestui Pellegr.
- Albizia leucocalyx (Britton & Rose) L. Rico
- Albizia littoralis Teijsm. & Binn.
- Albizia lomatocarpa DC.
- Albizia longepedata (Pittier) Britton & Rose ex Record
- Albizia longepedunculata Hayata
- Albizia longipes Britton & Killip
- Albizia lophantha (Willd.) Benth.
- Albizia lucida Benth.
- Albizia lucidior (Steud.) I.C. Nielsen ex H. Hara
- Albizia lucyi F. Muell.
- Albizia lugardii N.E. Br.
- Albizia lundellii Standl.
- Albizia macradenia Harms
- Albizia macrothyrsa Miq.
- Albizia magalanensis Elmer
- Albizia mahalao Capuron
- Albizia mainaea Villiers
- Albizia malacocarpa Standl. ex Britton & Rose
- Albizia malacophylla (A. Rich.) Walp.
- Albizia maraguensis Taub. ex Engl.
- Albizia maranguensis Taub. ex Engl.
- Albizia marginata Buch.-Ham. ex Wall.
- Albizia marthae Britton & Killip
- Albizia masikororum R. Vig.
- Albizia mearnsi De Wild.
- Albizia mearnsii De Wild.
- Albizia megaladenia Merr.
- Albizia melanesica Fosberg
- Albizia meyeri Ricker
- Albizia micrantha B. Boivin
- Albizia microphylla (Roxb.) J.F. Macbr.
- Albizia millettii Benth.
- Albizia minahassae Koord.
- Albizia minyi De Wild.
- Albizia mollis (Wall.) Boivin
- Albizia moluccana Miq.
- Albizia monilifera F. Muell.
- Albizia moniliforme F. Muell.
- Albizia montana Benth.
- Albizia morombensis Capuron
- Albizia mossambicensis Bolle
- Albizia mossamedensis Torre
- Albizia muelleriana Maiden & R. Baker
- Albizia multiflora (Kunth) Barneby & J.W. Grimes
- Albizia myriantha Merr.
- Albizia myriophylla Benth.
- Albizia nayaritensis Britton & Rose
- Albizia nefasia Walp.
- Albizia nellyrenza Graham
- Albizia nemu Benth.
- Albizia neumanniana Heynh.
- Albizia nicoyana Britton & Rose
- Albizia nigricans Gagnep.
- Albizia niopoides (Spruce ex Benth.) Burkart
- Albizia numidarum Capuron
- Albizia nyasica Dunkley
- Albizia obbadiensis Brenan
- Albizia obbiadensis (Chiov.) Brenan
- Albizia obliqua Britton & Rose
- Albizia obliquifoliata De Wild.
- Albizia obliquifoliolata De Wild.
- Albizia obovata Benth.
- Albizia occidentalis Brandegee
- Albizia odorata R. Vig.
- Albizia odoratissima (L. f.) Benth.
- Albizia ogadensis E. G. Backer ex Chiov.
- Albizia oliveri Pellegr.
- Albizia orissensis K.C. Sahni & Bennet
- Albizia ortegae Britton & Rose
- Albizia paivana E. Fourn.
- Albizia pallida E. Fourn.
- Albizia paludosa T. Anderson
- Albizia papuana (Scheffer) F. Muell.
- Albizia papuensis Verdc.
- Albizia parvifolia Burtt Davy
- Albizia passargei Harms
- Albizia paucipinnata Schery
- Albizia pedicellaris (DC.) L. Rico
- Albizia pedicellata Baker ex Benth.
- Albizia pentzkeana F. Muell. ex Ewart
- Albizia perrieri (Drake) R. Vig.
- Albizia petersiana (Bolle) Oliv.
- Albizia philippinensis I.C. Nielsen
- Albizia pistaciifolia (Willd.) Barneby & J.W. Grimes
- Albizia plurijuga (Standl.) Britton & Rose
- Albizia poilanei I.C. Nielsen
- Albizia poissoni A. Chev.
- Albizia poissonii A. Chev.
- Albizia polyantha (A. Spreng.) G.P. Lewis
- Albizia polycephala (Benth.) Killip
- Albizia polyphylla E. Fourn.
- Albizia pospischilii Harms
- Albizia procera (Roxb.) Benth.
- Albizia pruinosa F. Muell.
- Albizia pseudo-saponaria Blume ex Koord. & Valeton
- Albizia pubigera Blume
- Albizia pullenii Verdc.
- Albizia purpurascens Blume ex Miq.
- Albizia purpurea Boivin ex Fournier
- Albizia purpusii Britton & Rose
- Albizia quartiniana (A. Rich.) Walp.
- Albizia ramiflora F. Muell.
- Albizia retusa Benth.
- Albizia rhodesica Burtt Davy
- Albizia rhombifolia Benth.
- Albizia richardiana King & Prain
- Albizia rivularis E. Fourn.
- Albizia robinsonii (Gagnep.) Y.H. Huang
- Albizia rogersii Burtt Davy
- Albizia rosea Carrière
- Albizia rostrata Blume
- Albizia rosulata (Kosterm.) I.C. Nielsen
- Albizia rotundata Blume
- Albizia rubiginosa Miq.
- Albizia rufa (Hassk.) Benth.
- Albizia sahafariensis Capuron
- Albizia salajeriana Miq.
- Albizia salomonensis C. White ex F. S. Walker
- Albizia saman (Jacq.) F. Muell.
- Albizia saponaria (Lour.) Blume
- Albizia sassa (Willd.) Chiov.
- Albizia scandens Merr.
- Albizia schimperiana Oliv.
- Albizia schlechteri Harms
- Albizia sepikensis Verdc.
- Albizia sericocephala Benth.
- Albizia sessilis F. Muell.
- Albizia sherriffii Baker f.
- Albizia sikharamensis K.C. Sahni & Bennet
- Albizia simeonis Harms
- Albizia sinaloensis Britton & Rose
- Albizia smithiana Benth.
- Albizia speciosa Benth.
- Albizia splendens Miq.
- Albizia stipulata (DC.) Boivin
- Albizia streptocarpa E. Fourn.
- Albizia struthiophylla Milne-Redh.
- Albizia subcoriaceum F. Muell.
- Albizia subdimidiata (Splitg.) Barneby & J.W. Grimes
- Albizia subfalcata Benth.
- Albizia subrhombea (Baill.) R. Baron
- Albizia subrhomboidea R. Baron
- Albizia suluensis Gerstner
- Albizia sumatrana Steenis
- Albizia sutherlandii F. Muell.
- Albizia tanganyicensis Baker f.
- Albizia tenerrima de Vriese
- Albizia tengerensis Miq.
- Albizia tenuiflora (Benth.) F. Muell.
- Albizia tenuispica Harms
- Albizia teysmannii Kurz
- Albizia thompsonii Brandis
- Albizia thorelii Pierre
- Albizia thozetiana F. Muell. ex Benth.
- Albizia tomentella Miq.
- Albizia tomentosa (Micheli) Standl.
- Albizia tonkinensis (I.C. Nielsen) Y.H. Huang
- Albizia toona Bailey
- Albizia tozeri F. Muell.
- Albizia trichopetala Baker
- Albizia tulearensis R. Vig.
- Albizia turgida (Merr.) Merr.
- Albizia umbalusiana Sim
- Albizia umbrosa (Wall.) Benth.
- Albizia vaillantii (F. Muell.) F. Muell.
- Albizia vaughanii Brenan
- Albizia vernayana Merr.
- Albizia verrucosa Capuron
- Albizia versicolor Welw. ex Oliv.
- Albizia vialeana Pierre
- Albizia viridis E. Fourn.
- Albizia warneckei Harms
- Albizia welwitschii Oliv.
- Albizia welwitschioides Schwienfurth ex Baker f.
- Albizia westerhuisii I.C. Nielsen
- Albizia wightiana Graham
- Albizia wightii Wight & Arn.
- Albizia xanthoxylon C. White & Francis
- Albizia xerophytica J. Linares
- Albizia yunnanensis T.L. Wu
- Albizia zericocephala Benth.
- Albizia zimmermannii Harms
- Albizia zygia (DC.) J.F. Macbr.
- Albizia zygioides (Baill.) R. Baron